# Kapili
Kapili (Kopili) és un riu de l'Índia, a Meghalaya i Assam, que neix a les muntanyes Jaintia. Després d'un curs de 262 km desaigua al riu Kalang a Jagi, a Assam a l'oest del districte de Nowgong. Els seus afluents són el Doiang o Diying, que s'alimenta dels rius del Cachar, el Jamuna, el Barpani, i l'Umiam o Kiling. Una branca a manera de canal el connecta al Kalang a Raha, a uns 32 km a l'est de la seva unió amb aquest riu. És navegable per bots de 4 tones fins a Panimur. Les principals viles a la seva riba són Chaparmukh, Jamunamukh, Kharikhana i Dharamtul.